# Tatoi Palads
Tatoi (græsk: Τατόι) er et slot, der ligger lidt udenfor Athen i Grækenland.  Slottet ligger i det nordlige Attika ca. 27 km nord for Athens centrum i et tæt bevokset skovområde på Parnesbjergets sydøstlige skråning. Det var tidligere sommerresidens for den græske kongefamilie.
Kong Georg 2. af Grækenland er født på Tatoi. Ved slottet ligger endvidere den græske kongefamilies gravsted, hvor en stor del af kongefamiliens medlemmer ligger begravet.

## Den kongelige gravplads i Tatoi
Omkring en kilometer fra slottet ligger den kongelige gravplads, der også hedder Tatoi. Her er 21 medlemmer af den græske kongefamilie blevet begravet. Det er:
- prinsesse Olga (1880-1881), datter af Georg 1. af Grækenland.
- prinsesse Alexandra af Grækenland og Danmark, datter af Georg 1. af Grækenland, gift med storfyrste Pavel Aleksandrovitj (søn af kejser Alexander 2. af Rusland), en søn og en datter.
- kong Georg 1. af Grækenland (1845-1913).
- kong Alexander 1. af Grækenland (1893-1920), gift med madame Aspasia Manos (titulær prinsesse af Grækenland og Danmark fra 1922), forældre til Alexandra af Grækenland (jugoslavisk dronning 1944-1945).
- kong Konstantin 1. af Grækenland (1868-1923).
- dronning Olga (1851-1926), gift med kong Georg 1. af Grækenland.
- dronning Sophie (1870-1932), gift med kong Konstantin 1. af Grækenland.
- prins Nikolaos af Grækenland og Danmark (1872-1938), gift med storfyrstinde Helena Vladimirovna af Rusland, tre døtre.
- prins Christophoros af Grækenland og Danmark (1888-1940), gift to gange, en søn, to sønnedøtre.
- prinsesse Maria af Grækenland og Danmark (1876-1940), gift gange, to døtre med sin første mand storfyrste George Mikhailovich af Rusland.
- prins Andreas af Grækenland og Danmark, (1882-1944), gift med Alice af Battenberg, forældre til tre døtre og Prins Philip, hertug af Edinburgh.
- kong Georg 2. af Grækenland (1890-1947).
- prinsesse Françoise af Orléans (1902–1953), gift (1929-1940) med prins Christophoros af Grækenland og Danmark (1888-1940), en søn, to sønnedøtre.
- storfyrstinde Helena Vladimirovna af Rusland (1882-1957), gift med prins Nikolaos af Grækenland og Danmark (1872-1938), tre døtre.
- prins Georg af Grækenland og Danmark (1869-1957), gift med prinsesse Marie Bonaparte (1882-1962), forældre til Prins Peter af Grækenland (1908-1980) og Prinsesse Eugénie af Grækenland (1910-1989), (Eugénie var gift to gange og fik tre børn).
- prinsesse Marie Bonaparte (1882-1962), gift med prins Georg, se ovenfor.
- kong Paul 1. af Grækenland (1901-1964).
- madame Aspasia Manos (1896-1972), titulær prinsesse af Grækenland og Danmark fra 1922, gift med kong Alexander 1. af Grækenland (1893-1920), forældre til Alexandra af Grækenland (jugoslavisk dronning 1944-1945).
- dronning Frederike (1917-1981), gift med kong Paul af Grækenland (1901-1964).
- prinsesse Alexandra af Grækenland og Danmark (1921 – 1993) (jugoslavisk dronning 1944-1945), datter af kong Alexander af Grækenland.
- prinsesse Katherine af Grækenland og Danmark (1913-2007), gift med major Richard Campbell Brandram (1911-1994) (han var dekoreret med Military Cross), i Storbritannien var hun kendt som Lady Katherine Brandram, og hun havde rang som en britisk hertugs datter, parret fik en søn og tre børnebørn.

## Flyvepladsen i Tatoi
Athens første flyveplads lå ved Tatoi. I dag bruges området af det græske flyvevåbens museum.
38°09′45.83″N 23°47′37.28″Ø / 38.1627306°N 23.7936889°Ø